# Наволоки
Наволоки (рус. Наволоки) град је у Русији у Ивановској области.

## Становништво
| 1939.  | 1959.  | 1970.  | 1979.  | 1989.  | 2002.  | 2010.  |
| ------ | ------ | ------ | ------ | ------ | ------ | ------ |
| 12,301 | 13.832 | 13.471 | 12.772 | 12.434 | 11.248 | 10.206 |